# Gorenje Dole (gmina Škocjan)
Gorenje Dole – wieś w Słowenii, w gminie Škocjan. W 2018 roku liczyła 54 mieszkańców.